# Keiji Shirahata
Keiji Shirahata (Japans: 白幡圭史, Shirahata Keiji) (Kushiro (Hokkaido, Japan), 8 oktober 1973) is een voormalig Japans schaatser.
Keiji Shirahata is een van de weinige Japanse schaatsers die langere afstanden dan de 1000 meter goed beheerste.
De beste prestaties zette Shirahata neer in het pre-klapschaats tijdperk. De Japanner won een zilveren medaille tijdens de WK Afstanden van 1996 op de 5000 meter, op het WK Allround werd hij tweemaal tweede (1995, 1997) en eenmaal derde (1996). In 2000 won Shirahata nog een bronzen medaille op de 5000 meter tijdens de WK Afstanden in Nagano. Bij zijn laatste olympische optreden, de 10 kilometer te Salt Lake City leek hij met een medaille afscheid te kunnen nemen, maar Lasse Sætre gooide roet in het eten waardoor Shirahata met een vierde plek genoegen moest nemen.

## Persoonlijke records
| Afstand      | Tijd     | Datum            | Baan           |
| ------------ | -------- | ---------------- | -------------- |
| 500 meter    | 37,18    | 10 augustus 2001 | Calgary        |
| 1500 meter   | 1.47,78  | 19 februari 2002 | Salt Lake City |
| 3000 meter   | 3.47,00  | 1 december 2001  | Calgary        |
| 5000 meter   | 6.26,04  | 10 maart 2001    | Salt Lake City |
| 10.000 meter | 13.19,92 | 11 maart 2001    | Salt Lake City |

### Wereldrecords
| Nr. | Afstand        | Tijd    | Datum          | Baan   |
| --- | -------------- | ------- | -------------- | ------ |
| 1.  | Grote vierkamp | 155,966 | 4 januari 1998 | Nagano |

## Resultaten
| Jaar | Olympische Spelen               | Wereldbeker          | WK Afstanden                   | WK Allround | WK Junioren |
| ---- | ------------------------------- | -------------------- | ------------------------------ | ----------- | ----------- |
| 1990 |                                 | -                    |                                | -           | 9e          |
| 1991 |                                 | 27e 5k/10k           |                                | 12e         | Brons       |
| 1992 | 44e 1500m 22e 5000m 18e 10.000m | -                    |                                | NC33        | -           |
| 1993 |                                 | 29e 1500m 31e 5k/10k |                                | -           | Brons       |
| 1994 | -                               | -                    |                                | 4e          |             |
| 1995 |                                 | 8e 1500m · 5k/10k    |                                | Zilver      |             |
| 1996 |                                 | 6e 1500m · 5k/10k    | NF 1500m · 5000m · 4e 10.000m  | Brons       |             |
| 1997 |                                 | 6e 1500m 7e 5k/10k   | 7e 1500m 6e 5000m 11e 10.000m  | Zilver      |             |
| 1998 | 21e 1500m 7e 5000m 14e 10.000m  | 12e 1500m 7e 5k/10k  | 11e 1500m 9e 5000m 11e 10.000m | 7e          |             |
| 1999 |                                 | 22e 1500m 19e 5k/10k | 8e 5000m 15e 10000m            | NC16        |             |
| 2000 |                                 | 21e 1500m 5e 5k/10k  | 5000m · 6e 10.000m             | 6e          |             |
| 2001 |                                 | 25e 1500m 6e 5k/10k  | 5e 5000m 6e 10000m             | 4e          |             |
| 2002 | 25e 1500m 13e 5000m 4e 10.000m  | 40e 1500m 13e 5k/10k |                                | 8e          |             |

- = geen deelname
NC# = niet gekwalificeerd voor de laatste afstand, maar wel als # geklasseerd in de eindrangschikking
NF = niet gefinisht

### Medaillespiegel
| Kampioenschap     | Goud | Zilver | Brons |
| ----------------- | ---- | ------ | ----- |
| Olympische Spelen | 0    | 0      | 0     |
| Wereldbeker       | 0    | 1      | 1     |
| WK Afstanden      | 0    | 1      | 1     |
| WK Allround       | 0    | 2      | 1     |
| WK Junioren       | 0    | 0      | 2     |